# Кшиштоф Вежинкевич
Кшиштоф Вежинкевич (пол. Krzysztof Wierzynkiewicz) — польський композитор і учасник демосцени, створює музику для відеоігор, фільмів і телевізійних передач. Його найвідоміші праці: саундтреки для відеоігор «Bulletstorm» і «Відьмак 2: Вбивці королів», а також співавторство в проекті «Animowana Historia Polski» (укр. Анімована історія Польщі).

## Біографія та творчість
Народився в 1974 році у маленькому містечку на західному кордоні Польщі. З дитинства цікавився музикою. У 1984 році Кшиштоф займає перше місце на конкурсі «Summer Song Festival» (укр. Фестиваль річної пісні) в місті Андрихув (пол. Andrychów).
Протягом 1990-х років Вежинкевич, разом зі своїми друзями з групи «Venture», активно працює над створенням демосцен для Amiga. Завдяки цьому у 1998 році Кшиштоф отримує нагороду як найкращий музикант польської сцени. Із 1999 року є студентом Західно-Поморської школи бізнесу в Щеціні (пол. Zachodniopomorska Szkoła Biznesu w Szczecinie), яку успішно закінчує у 2004 році.
З 2000 року Кшиштоф Вежинкевич працює незалежним артистом, створюючи музику для Відеоігор, фільмів і телевізійних передач.
Першим серйозним проектом Кшиштофа стала робота над створенням допоміжної музики для гри «Ведьмак», яка вийшла у 2007 році. Після цього, вже як ведучий композитор, пише музику відеоігор «Runes of Avalon», «Astro Avenger 2», «Ancient Quest of Saqqarah», «Abyss Light: Skyjacker».
У 2009 році займається створенням музичного супроводу до книги Анджея Сапковського «Вежа блазнів».
У 2010 році Кшиштоф Вежинкевич стає співавтором кількох короткометражних проектів: «Animowana Historia Polski» (укр. Анімована історія Польщі) і «Grunwald. Walka 600-lecia» (укр. Грюнвальд. Шісотелітня битва).
У першій половині 2011 року виходять дві відеогри, саундтрек до котрих написав Вежинкевич: шутер «Bulletstorm» (разом зі Михалом Целецьким) і рольова гра «Відьмак 2: Вбивці королів» (разом із Адамом Скорупою). 2016-го скомпонував музичний супровід для Shadow Warrior 2.